# ゼブラ企業
ゼブラ企業（ゼブラきぎょう）は、21世紀に提唱されている企業の類型。

## 概要
急激な成長や市場の独占などを特徴とするユニコーン企業とは対照的な成長を目指す。ゼブラ企業は持続可能性や共存性を重要な価値とする。「ゼブラ」（シマウマ）の呼称は、企業利益と社会貢献という相反する課題の両立を目標とする点に由来する。
2017年に設立されたアメリカ合衆国のゼブラズ・ユナイトがこの概念に沿った企業の増加を呼びかけている。
2025年6月に日本政府が閣議決定した「経済財政運営と改革の基本方針2025（骨太の方針）」（内閣官房・内閣府本府）でも"地域の社会課題解決の担い手となるローカル・ゼブラ企業の育成に向け、社会的インパクト評価を資金調達につなげる環境整備を進める"との位置づけがされている。2025年に日本経済新聞社が、日本政策金融公庫と沖縄振興開発金融公庫との共同して推計した2024年度の企業数は1万7,493社であった。